# Yale Law School
Yale Law School er det juridiske fakultet ved Yale University. Det blev etableret i 1824. Med en optagelsesrate på 9,7 % i 2017 er Yale det mest selektive juridisk fakultet i USA.